# Hevesaranyos, Heves
Hevesaranyos  este un sat în districtul Eger, județul Heves, Ungaria, având o populație de 663 de locuitori (2011). 

## Demografie
Componența etnică a satului Hevesaranyos
     Maghiari (72,2%)
     Romi (26,71%)
     Alții (1,1%)
Componența confesională a satului Hevesaranyos
     Romano-catolici (71,79%)
     Fără religie (6,94%)
     Reformați (1,96%)
     Necunoscută (18,85%)
     Atei (0,45%)
Conform recensământului din 2011, satul Hevesaranyos avea 663 de locuitori. Din punct de vedere etnic, majoritatea locuitorilor (72,2%) erau maghiari, cu o minoritate de romi (26,71%).  Din punct de vedere confesional, majoritatea locuitorilor (71,79%) erau romano-catolici, existând și minorități de persoane fără religie (6,94%) și reformați (1,96%). Pentru 18,85% din locuitori nu este cunoscută apartenența confesională.